# Uitvlugt
Uitvlugt – miasto w Gujanie, w regionie Essequibo Islands-West Demerara.